# Flying banner
 (novembre 2018).
Un flying banner (littéralement, « drapeau volant ») est l'un des produits les plus utilisés en termes de communication et plus précisément en publicité sur le lieu de vente. Il est composé d'un mât, généralement constitué de fibre de carbone, d'un pied acier et d'une impression en sublimation numérique recto verso sur maille polyester.
Appelé aussi drapeau, voile - car sa forme évoque une planche à voile - ou encore oriflamme on le retrouve aussi bien à l’intérieur (salon, conférence, point de vente) qu'à l’extérieur (manifestations sportives, actions de team building) .
L'avantage de ce produit, outre sa légèreté, est qu'il se présente sous de nombreux formats. On peut le trouver en format 30 cm (flying banner de comptoir) aussi bien qu'en 650 cm.